# Egbert Wagenborg
Egbert Wagenborg (Veendam, 10 juni 1866 – Delfzijl, 14 juni 1943) was een Nederlands ondernemer, ontwerper en scheepsbouwer.

## Leven en werk
Wagenborg, telg uit het geslacht Wagenborg, werd in 1866 te Veendam geboren als een zoon van de landbouwer, wagenmaker en scheepjager Petrus Wagenborg (1824-1871) en Geertruida Smeltekop (1826-1887). Hij kwam uit een Gronings geslacht van ambachtslieden, landbouwers en schippers; hij was een directe nazaat van Wijpke Julles (1664-na 1727) en onder meer verwant aan de schipper Harm Wagenborg (1855-1926) en aan de kuiper Pieter Wagenborg (1879-1933). Aanvankelijk werkte Wagenborg als schipper. In 1898 begon hij zijn eigen scheepvaart- en transportonderneming, te weten Wagenborg; vanaf 1999 Koninklijke Wagenborg.
Wagenborg trouwde op 9 augustus 1888 te Wildervank met Abelina Lukkiena Vegter (1868-1931) en samen hadden ze elf kinderen.

## Trivia
- In de jaren na de Eerste Wereldoorlog stond Wagenborg in de belangstelling van de Centrale Inlichtingendienst (CI) die onderzocht of hij communistische sympathieën had.[2]

- International Standard Name Identifier: 0000 0003 8801 0168
- Nederlandse Thesaurus van Auteursnamen: 273413015
- Virtual International Authority File: 281103873